# Screamo
L'screamo és un subgènere de l'emocore i del Hardcore punk. La paraula screamo ve de scream emo (crit, en anglès). Consisteix bàsicament en una fusió de hardcore caòtic carregat de lletres que tracten temes principalment existencialistes, així com amb gran càrrega tant emocional com intel·lectual. Es caracteritza principalment per vocals o crits forts moltes vegades violents i dramàtics. Les característiques principals de l'screamo són, a diferència del hardcore, que les cançons i els crits són més lents i duren més i tendeixin a cridar més agut.

## So
La bateria screamo sovint presenta una sèrie de breakdowns, permetent un so ràpid ple de canvis i talls no comuns. Les composicions del gènere no són molt llargues, i difícilment arriben als 4:00 minuts. Malgrat tot, no es pot classificar el so en un estereotip de banda estàndard, no hi ha un so screamo estàndard, hi ha bandes que desenvolupen un so més bàsic i cru, altres un so més harmònic i melòdic, i altres definitivament caòtiques i ràpides. Existeixen bandes europees que han desenvolupat sons avantguardistes i originals, fusionant, guitarres melòdiques, bases de teclats, crits sense parar, bateries interrompudes, i altres variacions. Comunament els ritmes de bateria són desordenats, els acords de guitarra varien des de sons melòdics i arpegis fins guitarres més grosseres i guturals caient en allò indigerible. Aquesta fusió sorgeix principalment d'influències d'un hardcore més violent i visceral i d'un Emo hardcore més harmònic. Les vocalitzacions i líriques principalment obeeixen a temes que parlen sobre l'amor, les relacions personals, existencialisme i perspectives filosòfiques moltes vegades influenciades i des d'una òptica més aviat pessimista i melancòlica. És així com podem trobar bandes influenciades o relacionades amb peces de la literatura universal, com el cas d'Orchid (I am Nietzsche), Song of Zarathustra (Així parlà Zaratustra de Nietzche), o bandes més actuals com Tristan Tzara (al·ludeix a l'artista Dadá) o Sed Non Satiata (del poema de Charles Pierre Baudelaire).

## Història
Les primeres bandes a practicar hardcore més agressiu, entre el 1991 i 1994, foren Heroin, Portraits Of Past, Reach Out i Mohinder (molt semblants a allò que després seria el screamo), entre d'altres. Aquestes bandes servirien d'influència a les primeres bandes que van ser anomenades amb el terme screamo, com Orchid, Saetia o Swing Kids.
El screamo s'inicià en els Estats Units i s'han expandit per quasi tot el món. L'escena europea és encara nova, encara que de les més prometedores i amb major nombre de grups. Països tals com Japó, Austràlia tenen notables escenes de moltes bandes amb algunes que s'han iniciat en Sud-àfrica, Xile i Emirats Àrabs Units.

## Clixés
L'actitud "fes-ho tú mateix" dels seguidors de l'estil ha fet d'aquest moviment, un moviment underground. En un principi els shows es feien en soterranis, garatges, cases d'amics, skateparks, etc. Moltes vegades només es corria la veu per assistir als shows i generalment mai anaven més de 50 persones a un show d'aquest tipus de música, sense que sovint però, s'utilitzés un escenari.
El nudisme s'ha fet des dels inicis de l'estil, alguna cosa recurrent en els shows en viu, posat que els oïdors es troben totalment i completament lliures en un espectacle, això fomentat més encara per la falta de personal de seguretat.
Antigament i en menor mesura en l'actualitat),es veien involucrats en els shows altres articles de diversió, tals com: les màscares de lluita lliure, confeti, paper trossat, disfresses, llums de bengala, bosses d'escombraries, entre d'altres.
És sovint comú veure que les bandes han enregistrat quasi tot son material en vinil i debut a la pèrdua de diners que això significa, la majoria de les bandes screamo (probablement totes) han enregistrat un disc compartit junt amb una altra banda, així assumeixen les dues bandes el cost d'editar independentment el seu disc. Si les vendes van bé, algun segell pot arribar a editar-los el disc. Els segells més coneguts són Level Plane, Cleanplate, Alone, Robotic Empire, Ebullition, Slave Union, React With Protest, entre d'altres.

## Terminologia
Des del 2000 en endavant, va haver-hi una banalització del terme emo i screamo, essent atribuïts a una nova onada de bandes que no tenien cap relació amb allò que fins al moment era la música emo. Producte d'això, una nova escena de moda emo va veure la llum: estereotips d'automutilació, plors i les paraules "emo" i "screamo" utilitzades regularment per referir-se a bandes pop punk, metalcore o post hardcore. Entre les bandes més anomenades erròniament en aquest gènere hi ha: Silverstein, Alesana o I Would Set Myself on Fire for You. Això a causa principalment dels mitjans de comunicació de la faràndula "rockera", revistes i Internet. A vegades també anomenat "popcore", emobop", "mall emo", "mainstreamo" i "fake screamo" (fals screamo). Cap d'aquestes bandes no manté similitud sota cap aspecte amb el que abans es coneixia com a screamo o emo: ni quant a música, ètica, lletres, ni estètica.
Screamo fou un terme usat en publicacions tals com Heartattack o Maximumrocknroll, per descriure bandes de finals dels 90 tals com Orchid, Reversal of Man, entre d'altres, que estaven tocant cosa descriptible com "emo hardcore caótic". Malgrat que el terme screamo és un eslògan més enganxós per les publicacions majors, fou fàcilment adoptat i mal utilitzat per publicacions com SPIN o Alternative Press, per descriure qualsevol grup de rock/punk que resultés tenir un element de crit en les seves cançons.
A la revista NME, a vegades se la atribuït com la responsable de proposar el "screamo" com el nou so de moda l'any 2003 i per identificar-hi bandes com Finch o The Used, les quals no tenen res en comú.
MySpace, que ofereix perfils musicals de lliure elecció, inclou el terme screamo en la llista de gèneres. Malgrat tot, molt poques d'aquestes bandes realment toquen aquest tipus de música (degut en part al fet que algunes de les bandes de screamo tradicional, han optat per usar altres gèneres per descriure el seu so).